# Ділянка конвалії (пам'ятка природи)
Діля́нка конва́лії — ботанічна пам'ятка природи місцевого значення в Україні. Розташований у межах Хотинського району Чернівецької області, на південний схід від села Данківці. 
Площа 3 га. Статус присвоєно згідно з рішенням облвиконкому від 30.05.1979 року № 198. Перебуває у віданні ДП «Хотинський лісгосп» (Новоселицьке л-во, кв. 1, вид. 9). 
Статус присвоєно для збереження резервату конвалії — цінної лікарської рослини. Ділянка розташована в межах лісового масиву, в деревостані якого переважають насадження дуба.